# V Весов
V Весов (лат. V Librae) — одиночная переменная звезда в созвездии Весов на расстоянии (вычисленном из значения параллакса) приблизительно 3530 световых лет (около 1083 парсеков) от Солнца. Видимая звёздная величина звезды — от +15,9m до +9m.

## Характеристики
V Весов — красная пульсирующая переменная звезда, мирида (M) спектрального класса M5e-M8e или M5e. Эффективная температура — около 3500 К.